# Eva Fernández-Brugués
Eva Fernández-Brugués (ur. 5 maja 1986 w Figueres) – hiszpańska tenisistka.

## Kariera tenisowa
Karierę zawodową rozpoczęła w wieku czternastu lat, w lutym 2001 roku, biorąc udział w kwalifikacjach do turnieju ITF w Vale do Lobo. W sierpniu tego samego roku, w Limie, po raz pierwszy zagrała w turnieju głównym, w którym dotarła do drugiej rundy. W maju 2004 roku wystąpiła na turnieju ITF w Olecku, gdzie w drugiej rundzie przegrała z Agnieszką Radwańską. Pierwszy sukces odniosła dopiero w październiku 2005 roku, wygrywając turniej w grze pojedynczej w Quartu Sant'Elena. W sumie wygrała siedem turniejów w grze pojedynczej i dwa w grze podwójnej rangi ITF.
W maju 2007 roku zagrała w kwalifikacjach do turnieju WTA Tour w Fezie, w których pokonała w drugiej rundzie Arantxę Parra Santonję, ale przegrała w trzeciej z Soraną Cîrsteą. W następnych latach kilkakrotnie próbowała przebić się przez kwalifikacje do turniejów podobnej rangi, ale udało jej się to dopiero w maju 2009 roku, także w Fezie. Wprawdzie przegrała kwalifikacje, ale dostała się do turnieju głównego jako szczęśliwa przegrana. W turnieju głównym wygrała w pierwszej rundzie z Petrą Cetkovską, natomiast w kolejnym meczu uległa Marcie Domachowskiej. Tydzień później ponownie zagrała w turnieju głównym, tym razem na turnieju w Estoril, ale przegrała w pierwszej rundzie z Melindą Czink.
Zdobyła złoty medal podczas Igrzysk Śródziemnomorskich 2009 w grze podwójnej, startując w parze z Laurą Pous Tió. Na tej samej imprezie zdobyła także brązowy medal w rozgrywkach singlowych.
W sierpniu 2009 roku wzięła udział w kwalifikacjach do wielkoszlemowego US Open, ale po przegraniu pierwszego meczu z Rebeccą Marino odpadła z turnieju. W następnym roku, z podobnym skutkiem, próbowała swoich sił na French Open i ponownie w Nowym Jorku.
W przeciągu swojej kariery wygrała siedem singlowych i dwa deblowe turnieje rangi ITF. Najwyżej w rankingu WTA Tour była sklasyfikowana na 185. miejscu w singlu podczas notowania 19 października 2009 oraz na 336. miejscu w deblu dnia 12 września 2011.

## Wygrane turnieje rangi ITF
| turnieje z pulą nagród 100 000 $ |
| turnieje z pulą nagród 75 000 $  |
| turnieje z pulą nagród 50 000 $  |
| turnieje z pulą nagród 25 000 $  |
| turnieje z pulą nagród 15,000 $  |
| turnieje z pulą nagród 10 000 $  |

### Gra pojedyncza
| Data       | Turniej              | Naw.    | Przeciwniczka           | Wynik         |
| 29/10/2005 | Quartu Sant'Elena    | Twarda  | Renata Kučerková        | 6:1, 6:1      |
| 20/08/2006 | Savitaipale          | Ceglana | Piia Suomalainen        | 6:4, 3:6, 6:2 |
| 18/05/2008 | Badalona             | Ceglana | Maite Gabarrús Alonso   | 4:6, 6:1, 6:1 |
| 26/10/2008 | San Cugat del Vallés | Ceglana | Lara Arruabarrena       | 6:4, 7:5      |
| 07/06/2009 | Galatina             | Ceglana | Margalita Czachnaszwili | 3:6, 6:3, 6:2 |
| 21/06/2009 | Padwa                | Ceglana | Nathalie Viérin         | 6:2, 1:6, 7:5 |
| 18/03/2013 | Antalya              | Ceglana | Ana Bogdan              | 6:2, 6:0      |

### Gra podwójna
| Data       | Turniej                 | Naw.    | Partnerka                 | Przeciwniczki                                | Wynik             |
| 21/05/2011 | Santa Coloma de Farners | Ceglana | Inés Ferrer Suárez        | Viktorija Golubic Nina Zander                | 6:3, 6:7(3), 10-4 |
| 28/05/2011 | Getxo                   | Ceglana | Arabela Fernández Rabener | Margarita Lazariewa Sheila Solsona-Carcasona | 7:5, 6:1          |